# 卡夫拉赫達爾

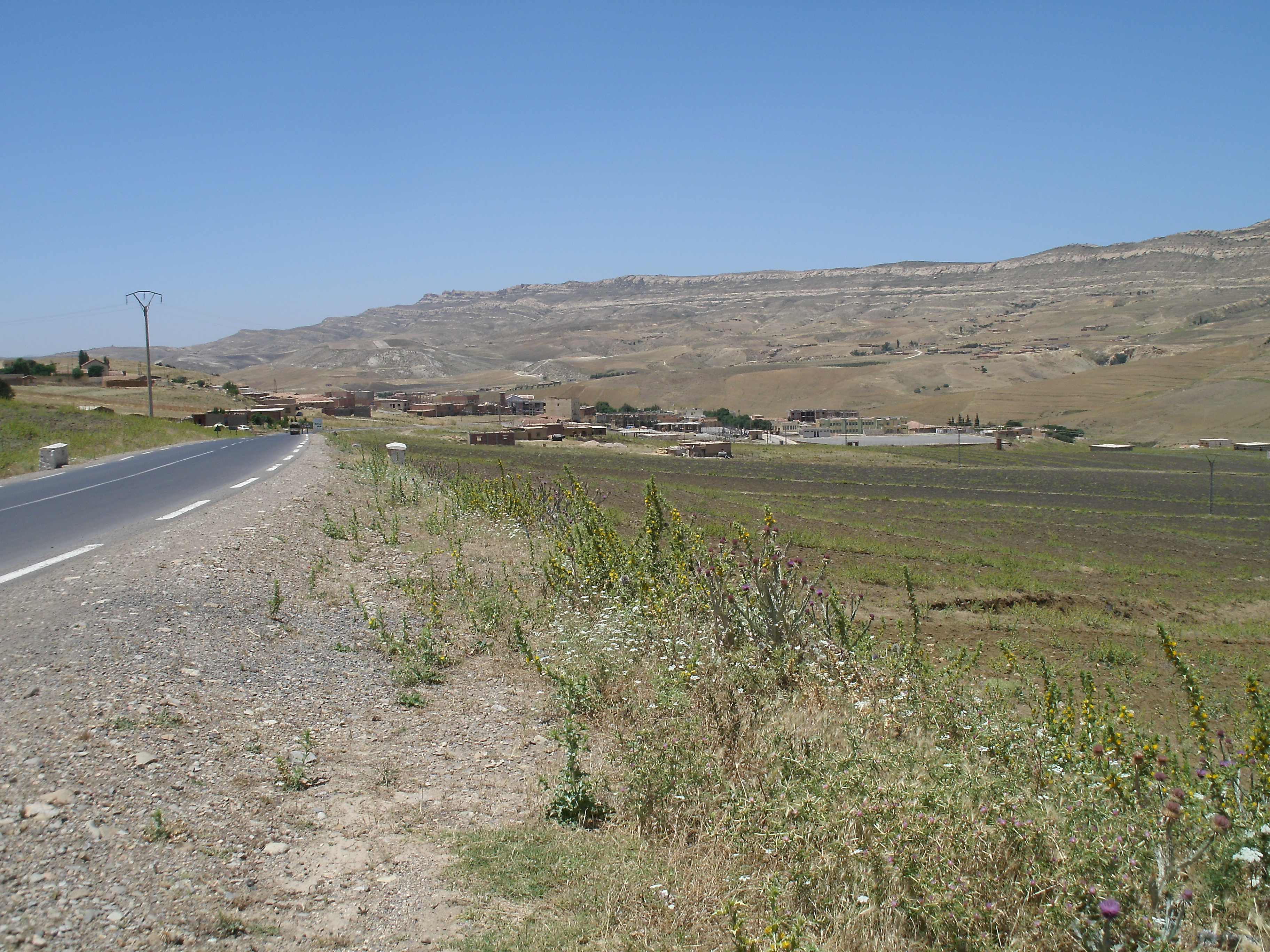

35°55′24″N 3°17′15″E / 35.92333°N 3.28750°E
卡夫拉赫達爾（阿拉伯语：‎），是阿爾及利亞的城鎮，位於該國北部麥迪亞省，由艾因布西夫區負責管轄，面積108平方公里，2008年人口4,403，人口密度每平方公里41人。